# به یاد درویش‌خان
به یاد درویش‌خان نام یک آلبوم موسیقی با تک‌نوازی سه‌تار محمدرضا لطفی، تنبک ناصر فرهنگ‌فر و خوانندگی نصرالله ناصح پور می‌باشد.

## فهرست آهنگ‌ها
1. چهار مضراب ماهور
2. تصنیف ز من نگارم
3. پیش درآمد ماهور
4. رنگ شهر آشوب
5. بداهه نوازی